# Onychogonia cervini
Onychogonia cervini är en tvåvingeart som beskrevs av Jacques-Marie-Frangile Bigot 1881. Onychogonia cervini ingår i släktet Onychogonia och familjen parasitflugor. Arten är reproducerande i Sverige. Inga underarter finns listade i Catalogue of Life.